# Jugend jazzt

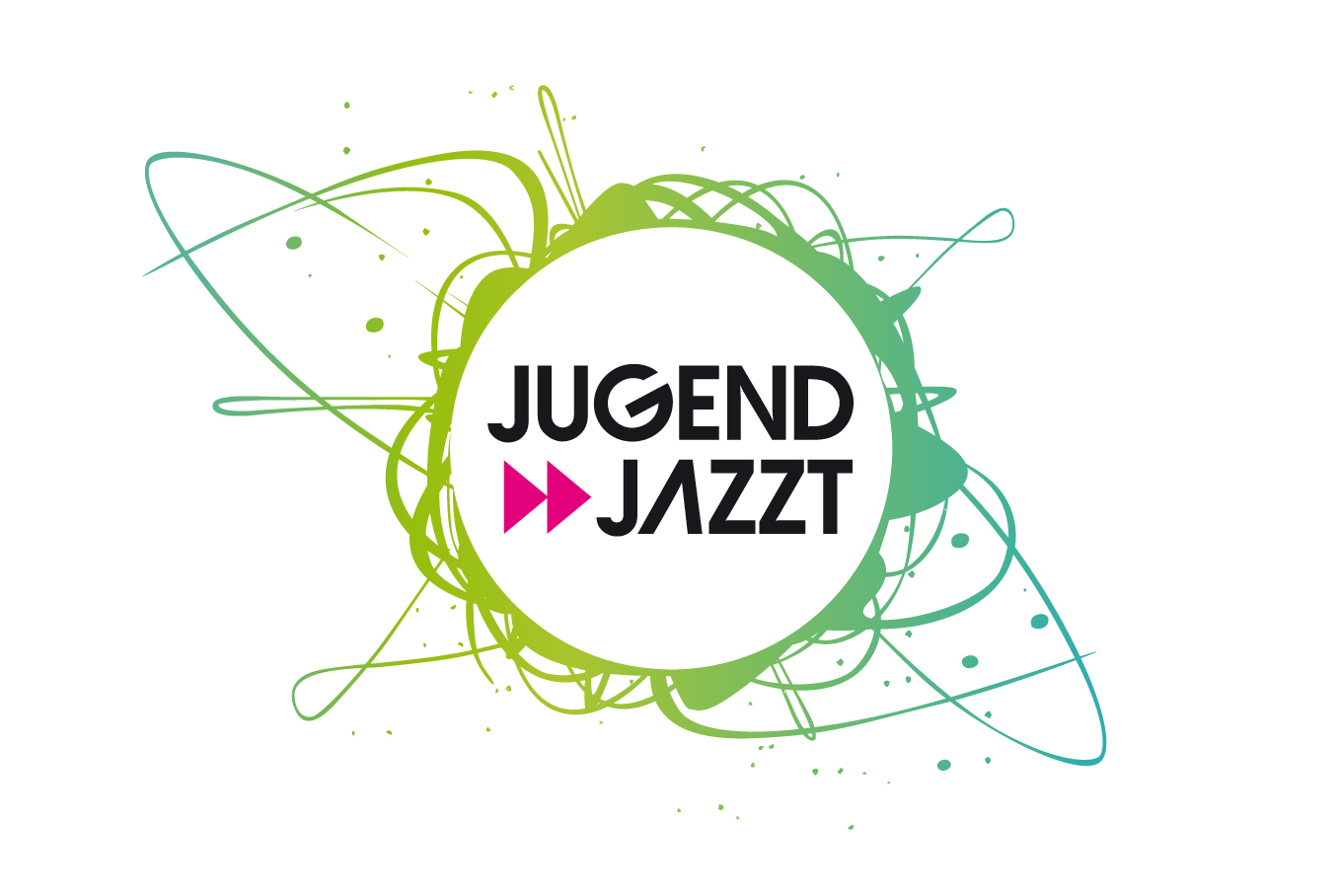
Logo Jugend jazzt

Jugend jazzt ist ein bundesweit ausgetragener deutscher Musikwettbewerb für Jugendliche und junge Erwachsene bis 24 Jahre zur Förderung besonders talentierter Jugendlicher. Junge Musiker und ihre Bands haben hier die Chance, ihr Können vor Jury und Publikum unter Beweis zu stellen. Jugend jazzt ist das Jazz-Pendant zum Wettbewerb Jugend musiziert.
Der Wettbewerb ist für Jazz-Ensembles mit zwei bis zehn Mitwirkenden gedacht. Er wird zunächst auf Landesebene ausgetragen; dort tragen die Ensembles mehrere Musikstücke vor, die anschließend von einer Jury bewertet werden. Beginnend im Jahr 2010 werden auch Big Bands mit elf und mehr Mitwirkenden zum Wettbewerb zugelassen. Die ersten Preisträger jedes Bundeslandes messen sich dann auf Bundesebene.
Seit 1980 wurde Jugend jazzt bereits in NRW durchgeführt und in zwei Wertungen (Solisten, Ensembles) aufgeteilt, wobei zu den Ensembles bereits Big Bands zugelassen waren. Darüber hinaus gab es eine Sonderwertung für den besten Solisten der Ensemble-Wertung, da man nicht in beiden Wertungsbereichen an den Start gehen durfte. Einen abschließenden Wettbewerb der besten Teilnehmer auf Bundesebene gab es noch nicht.
Die Bundesbegegnung wurde zunächst alle zwei Jahre in einer anderen Großstadt durchgeführt. So fanden seit der Gründung von „Jugend jazzt“ auf Bundesebene im Jahre 1997 Wettbewerbe in Düsseldorf (1997), Rostock (1999), Erfurt (2001), Bonn (2003), Koblenz (2005), Halle an der Saale (2007) und Hannover (2009) statt. Seit 2010 findet der Wettbewerb jährlich, jedoch weiterhin in wechselnden Städten (z. B. Dortmund, Dresden oder Stuttgart) statt. Aufgrund der Corona-Pandemie musste der 2020 in Hamburg geplante Wettbewerb abgesagt werden.
Neben der eigentlichen Wettbewerbsveranstaltung wirkt „Jugend jazzt“ ebenfalls als Festival, Konzertpodium, Kontakt- und Informationsbörse, aber auch Workshops und Seminare werden angeboten.
Träger des Wettbewerbs ist der Deutsche Musikrat, Hauptförderer sind das Bundesministerium für Familie, Senioren, Frauen und Jugend und DeutschlandRadio.

## Preise und Fördermaßnahmen
Als Ergebnis des Wettbewerbs werden die folgenden Förderpreise und -maßnahmen verliehen:
Studioaufnahmen bei DeutschlandRadio, „Zentraler Jazz Workshop“, BuJazzO-Preis, Equipment-Förderung, „Jutta-Hipp-Preis“, „Arithmeum-Preis“, „Ostsee-Jazz-Preis“, „Radisson-Preis“, Auslandsreisen, Solistenförderung, CD-Sampler, Urkunden.